# Juventus Football Club 1998-1999
Questa voce raccoglie le informazioni riguardanti la Juventus Football Club nelle competizioni ufficiali della stagione 1998-1999.

## Stagione

Il neoacquisto Igor Tudor (in alto a destra) trova il gol nell'esordio in campionato a Perugia: il croato fu l'unico inserimento di rilievo in una Juventus alla fine del primo ciclo Lippi.

Forte dei risultati conseguiti nella seconda metà del decennio, che l'avevano issata a squadra italiana di riferimento dell'epoca nonché ai vertici del panorama continentale, anche per la stagione 1998-1999 la Juventus era accreditata dei favori del pronostico su tutti i fronti.
Per quanto concerne la rosa, in controtendenza rispetto ai mercati tourbillon degli anni passati, stavolta la compagine sabauda mantenne pressoché inalterato l'organico detentore dello Scudetto, confermando la fiducia in primis al tandem offensivo Inzaghi-Del Piero che tanto si era rivelato prolifico nella stagione precedente, a uno Zidane all'apice della carriera, fresco campione del mondo a Francia 1998 e di lì a pochi mesi insignito del Pallone d'oro, oltreché al tecnico Marcello Lippi alla sua quinta annata alla guida alla squadra – seppure in scadenza di contratto e già in predicato di lasciare Torino di lì al termine del campionato.
Gli unici movimenti estivi di rilievo riguardarono la difesa, con la cessione di uno dei baluardi del decennio, il terzino Torricelli, e l'acquisto del giovane jolly Tudor, mentre il resto dei rinforzi si limitò a semplici mestieranti come Mirković, promettenti ma ancora troppo acerbi elementi come Perrotta e vere e proprie meteore come Blanchard. Scelte di mercato che a posteriori lasciavano presagire un'annata avara di gioie per il club piemontese, causa un gruppo storico ormai rimasto «senza benzina e motivazioni». Una situazione palesatasi fin dal debutto ufficiale a fine agosto, quando la Vecchia Signora si lasciò sfuggire il primo trofeo in palio, la Supercoppa di Lega, persa al Delle Alpi contro la Lazio.

Da sinistra: un Deschamps al passo d'addio a Torino, la meteora bianconera Blanchard e l'istanbulino Ümit Davala nell'esordio stagionale in Champions League: le sfide con il Galatasaray si rivelarono critiche sul piano diplomatico, causa la tensione tra Italia e Turchia sul caso Öcalan.

Nonostante tutto la squadra parve riprendersi immediatamente, registrando un avvio positivo in Serie A che la portò all'inizio di novembre a prendere la testa della classifica; tuttavia ciò sarà solo un fuoco di paglia, poiché ben presto l'annata bianconera si avvitò in una spirale negativa. Nella trasferta di Udine dell'8 novembre 1998 gli uomini di Lippi persero il primato e, ancora peggio, il loro leader Del Piero incappato in un grave infortunio che lo costringerà a chiudere anzitempo la stagione: da qui in avanti la Juventus si sfaldò improvvisamente, inanellando in campionato una serie nera di sei gare senza vittorie, comprese tre sconfitte consecutive – in cui peraltro stabilì il poco invidiabile record societario di 511' senza andare in gol –, che già in dicembre la fece abdicare prematuramente nella difesa dello Scudetto.
Frattanto i bianconeri trovarono parziale consolazione in Champions League dove superarono la fase a gironi, pur senza brillare, poiché l'unica e a conti fatti decisiva vittoria del raggruppamento preliminare arrivò solo all'ultima giornata, dopo una pareggite cronica, quando il successo interno sul Rosenborg permise di ottenere sul filo di lana un'insperata qualificazione a scapito degli stessi norvegesi e dei turchi del Galatasaray, battuti solo per la migliore classifica avulsa. In questa fase il cammino continentale della squadra s'era peraltro intersecato con la politica internazionale, con la trasferta di Istanbul dapprima rinviata per ragioni di sicurezza e poi giocata sotto critiche condizioni di ordine pubblico, causa la grave crisi diplomatica in atto tra i governi italiano e turco a seguito del caso Öcalan.

Carlo Ancelotti, subentrato in febbraio al dimissionario Lippi, tra i due patron del club, i fratelli Umberto (a sinistra) e Gianni Agnelli (a destra): il tecnico reggiolese non riuscirà a raddrizzare la stagione dei torinesi, scontrandosi anche con l'ostracismo della tifoseria.

Lo scampato pericolo di una precoce eliminazione europea non riuscì comunque a rasserenare un ambiente che, già falcidiato dalla sfortuna per via di numerosi infortuni che mutilarono a più riprese l'undici titolare – esemplare quanto accadde nel big match del 6 dicembre contro i laziali, con Lippi costretto a far debuttare dal primo minuto il giovane terzo portiere De Sanctis a causa della doppia indisponibilità della coppia Peruzzi-Rampulla –, e preda di una crescente disaffezione da parte di tifosi sempre più sfiduciati, si ritrovò anche scosso da crescenti e violenti nervosismi tra l'allenatore e fronde dello spogliatoio, su tutte quella dei senatori Conte e Deschamps. Non aiutò a placare gli animi il fatto che lo stesso tecnico viareggino avesse ufficializzato in dicembre il suo prossimo addio a Madama per accasarsi, dall'estate seguente, agli storici rivali dell'Inter, perdendo così anche l'appoggio della dirigenza juventina; nonché, quasi in risposta, la repentina decisione da parte della stessa di sostituirlo in pectore con Carlo Ancelotti, un nome tuttavia fortemente inviso alla tifoseria causa i suoi trascorsi, prima in campo e poi in panchina, con alcune «rivali acerrime» del club bianconero.

Zinédine Zidane regalò una delle poche gioie stagionali ai tifosi bianconeri, con la vittoria del Pallone d'oro di France Football.

Il mercato di riparazione non riuscirà a sanare la situazione, e anzi parve riflettere il problematico andamento stagionale della squadra. L'inverno torinese accolse infatti l'evanescente Esnáider, col senno di poi tra i più clamorosi bidoni della storia juventina, e soprattutto una grande occasione mancata, ovvero un Henry in rampa di lancio e destinato a un luminoso futuro, ma che nella circostanza, finito nel tritacarne di un ambiente alla deriva oltreché di equivoci tattici, della sua effimera esperienza in Piemonte lascerà solo pochi lampi e tanti rimpianti.
Cominciato negativamente il 1999 con l'eliminazione dalla Coppa Italia per mano del Bologna, il punto più basso della stagione arrivò il 7 febbraio quando, dopo la netta sconfitta interna contro il Parma (2-4), davanti a una tifoseria inviperita e al culmine di settimane di tensione, Lippi rassegnò le dimissioni, chiudendo nella maniera più rumorosa quello che rimarrà la sua prima fase sulla panchina sabauda. Dalla 21ª giornata di campionato gli subentrò proprio il già designato Ancelotti, chiamato con qualche mese di anticipo sotto la Mole.
All'altalenante cammino in Serie A, con i torinesi ormai relegati alla zona UEFA, fece da contraltare una Champions League dove sembravano poter ancora dire la loro. Superato in extremis lo scoglio Olympiacos ai quarti di finale, la squadra si spinse fino alle semifinali dove venne eliminata dal Manchester Utd, futuro vincitore dell'edizione: i Red Devils prevalsero con un risultato totale di 4-3, pareggiando 1-1 l'andata all'Old Trafford e vincendo 3-2 il ritorno al Delle Alpi – con molte recriminazioni da parte bianconera per la gestione di quest'ultima gara, soprattutto per l'harakiri di aver sprecato un doppio vantaggio iniziale. Chiuso a pari punti con Roma e Udinese un deludente campionato, la peggiore classifica avulsa costrinse le due compagini bianconere ad affrontare un doppio spareggio per assicurarsi il sesto posto, l'ultimo utile per la qualificazione diretta alla Coppa UEFA: a corollario di una stagione infausta, la Juventus perse anche questa possibilità, per giunta unicamente per la regola dei gol fuori casa, venendo declassata nell'accessoria Coppa Intertoto UEFA da disputarsi di lì a poche settimane.
L'annata sancì la fine del primo e vittorioso ciclo Lippi a Torino, portando inoltre all'addio di vari elementi-cardine dello stesso come Deschamps, Di Livio e Peruzzi.

## Divise e sponsor
Lo sponsor tecnico per la stagione 1998-1999 fu Kappa, mentre lo sponsor ufficiale fu Canal+: sfruttando il nuovo regolamento della Lega Calcio che permise una differenziazione pubblicitaria a seconda della manifestazione, il jersey sponsor optò per i marchi D+ in Serie A e Coppa Italia e TELE+ in Champions League.
Dopo che la divisa bianconera della precedente stagione, «dichiaratamente rivoluzionaria» sul piano stilistico, aveva diviso la tifoseria tra entusiasti e detrattori, in quest'annata il club tornò immediatamente al passato con una maglia casalinga «fortemente ispirata» alla tradizione juventina, in particolar modo all'epoca del Trio Magico: una casacca con canonica palatura bianconera, e che rispolverava dopo tre decenni un aspetto vintage come la numerazione rossa; uniche eccezioni all'innovazione, venne mantenuto il posizionamento dello stemma sociale sulla manica sinistra, oltreché l'uso di pantaloncini e calzettoni neri come prima opzione.
| Casa | Trasferta | Terza divisa |

L'omaggio al guardaroba juventino del secondo dopoguerra continuò con la seconda divisa che, pur conservando di base quel template «con stelle [...] sulle spalle» che contrassegnò le trasferte dei torinesi nella seconda metà degli anni 1990, in questa stagione ne propose una nuova interpretazione su un completo all white con dettagli neri, rimandando alle mute bianche di cortesia sfoggiate dalla squadra tra gli anni 1950 e 1960. Era inoltre disponibile come terza divisa un completo blu con inserti giallobianchi lungo le braccia; da questo template vennero derivate le tre uniformi destinate ai portieri, colorate rispettivamente di nero, grigio e arancione.
Nel corso della stagione Kappa propose una seconda fornitura tecnica specificamente per la fase a eliminazione diretta di Champions League, che vedeva l'ulteriore inserimento su tutte le succitate divise di bande logate sopra maniche e pantaloncini.
| 1ª portiere | 2ª portiere | 3ª portiere |

## Organigramma societario
Area direttiva
- Presidente: Vittorio Caissotti di Chiusano
- Presidenti onorari: Gianni Agnelli, Umberto Agnelli e Giampiero Boniperti
- Vicepresidente: Roberto Bettega
- Amministratore delegato: Antonio Giraudo
- General Manager: Luciano Moggi

Area organizzativa
- Direttore commerciale: Romy Gai
- Direttore amministrativo: Teresa Gastaldo

Area comunicazione
- Capo ufficio stampa: Daniele Boaglio

Area tecnica
- Allenatore: Marcello Lippi (fino al 7 febbraio 1999, poi Carlo Ancelotti (dall'8 febbraio 1999)[53]
- Allenatore in seconda: Narciso Pezzotti (fino all'8 febbraio 1999)[53], poi Giorgio Ciaschin (dall'8 febbraio 1999)
- Preparatore dei portieri: Ivano Bordon (fino all'8 febbraio 1999)[53], poi William Vecchi (dall'8 febbraio 1999)
- Preparatore atletico: Gian Piero Ventrone
- Responsabile tecnico settore giovanile: Giorgio Perinetti

## Rosa
| N. |                                | Ruolo | Calciatore                      |
| -- | ------------------------------ | ----- | ------------------------------- |
| 1  | Italia (bandiera)              | P     | Angelo Peruzzi (vice capitano)  |
| 2  | Italia (bandiera)              | D     | Ciro Ferrara                    |
| 3  | Serbia e Montenegro (bandiera) | D     | Zoran Mirković                  |
| 4  | Uruguay (bandiera)             | D     | Paolo Montero                   |
| 5  | Italia (bandiera)              | C     | Fabio Pecchia                   |
| 6  | Portogallo (bandiera)          | D     | Dimas Teixeira                  |
| 6  | Francia (bandiera)             | A     | Thierry Henry                   |
| 7  | Italia (bandiera)              | C     | Angelo Di Livio                 |
| 8  | Italia (bandiera)              | C     | Antonio Conte (capitano)        |
| 9  | Italia (bandiera)              | A     | Filippo Inzaghi                 |
| 10 | Italia (bandiera)              | A     | Alessandro Del Piero (capitano) |
| 11 | Uruguay (bandiera)             | A     | Daniel Fonseca                  |
| 12 | Italia (bandiera)              | P     | Michelangelo Rampulla           |
| 13 | Italia (bandiera)              | D     | Mark Iuliano                    |
| 14 | Francia (bandiera)             | C     | Didier Deschamps                |

| N. |                        | Ruolo | Calciatore            |
| -- | ---------------------- | ----- | --------------------- |
| 15 | Italia (bandiera)      | D     | Alessandro Birindelli |
| 16 | Italia (bandiera)      | A     | Nicola Amoruso        |
| 17 | Italia (bandiera)      | D     | Gianluca Pessotto     |
| 18 | Francia (bandiera)     | C     | Jocelyn Blanchard     |
| 19 | Croazia (bandiera)     | D     | Igor Tudor            |
| 20 | Italia (bandiera)      | C     | Alessio Tacchinardi   |
| 21 | Francia (bandiera)     | C     | Zinédine Zidane       |
| 22 | Italia (bandiera)      | P     | Morgan De Sanctis     |
| 23 | Italia (bandiera)      | C     | Simone Perrotta       |
| 24 | Uruguay (bandiera)     | A     | Marcelo Zalayeta      |
| 25 | Italia (bandiera)      | D     | Massimo Paci          |
| 26 | Paesi Bassi (bandiera) | C     | Edgar Davids          |
| 27 | Italia (bandiera)      | D     | Massimiliano Marchio  |
| 29 | Italia (bandiera)      | C     | Marco Rigoni          |
| 34 | Argentina (bandiera)   | A     | Juan Esnáider         |

## Calciomercato

### Sessione estiva
| Acquisti | Acquisti          | Acquisti       | Acquisti                  |
| R.       | Nome              | da             | Modalità                  |
| -------- | ----------------- | -------------- | ------------------------- |
| D        | Zoran Mirković    | Atalanta       | definitivo                |
| D        | Igor Tudor        | Hajduk Spalato | definitivo (8 miliardi ₤) |
| C        | Jocelyn Blanchard | Metz           | definitivo (7 miliardi ₤) |
| C        | Simone Perrotta   | Reggina        | definitivo                |

| Cessioni | Cessioni          | Cessioni   | Cessioni                   |
| R.       | Nome              | a          | Modalità                   |
| -------- | ----------------- | ---------- | -------------------------- |
| D        | Salvatore Aronica | Reggina    | definitivo                 |
| D        | César Pellegrín   | Ternana    | definitivo                 |
| D        | Dimas Teixeira    | Fenerbahçe | definitivo                 |
| D        | Moreno Torricelli | Fiorentina | definitivo (12 miliardi ₤) |
| C        | Raffaele Ametrano | Genoa      | prestito                   |
| C        | Fabio Pecchia     | Sampdoria  | prestito                   |
| A        | Marcelo Zalayeta  | Empoli     | prestito                   |

### Sessione invernale
| Acquisti | Acquisti      | Acquisti | Acquisti   |
| R.       | Nome          | da       | Modalità   |
| -------- | ------------- | -------- | ---------- |
| A        | Juan Esnáider | Espanyol | definitivo |
| A        | Thierry Henry | Monaco   | definitivo |

| Cessioni | Cessioni | Cessioni | Cessioni |
| R.       | Nome     | a        | Modalità |
| -------- | -------- | -------- | -------- |

## Risultati

### Serie A

#### Girone di andata
| Arbitro: | Tombolini (Ancona) |

|                                          |           |                                                  |
| Nakata 52’, 59’ A. Bernardini 88’ (rig.) | Marcatori | 23’ Davids 32’ Tudor 45’ G. Pessotto 65’ Fonseca |

| Arbitro: | Messina (Bergamo) |

|               |           |  |
| F. Inzaghi 8’ | Marcatori |  |

| Arbitro: | Bolognino (Milano) |

|               |           |  |
| D. Baggio 47’ | Marcatori |  |

| Arbitro: | Pellegrino (Barcellona Pozzo di Gotto) |

|               |           |  |
| F. Inzaghi 8’ | Marcatori |  |

| Arbitro: | Racalbuto (Gallarate) |

|           |           |                 |
| Zauli 40’ | Marcatori | 45+1’ Del Piero |

| Arbitro: | Messina (Bergamo) |

|               |           |  |
| Del Piero 87’ | Marcatori |  |

| Arbitro: | Bolognino (Milano) |

|                     |           |  |
| F. Inzaghi 34’, 59’ | Marcatori |  |

| Arbitro: | Cesari (Genova) |

|                        |           |                           |
| Bachini 65’ Sosa 90+4’ | Marcatori | 44’ Zidane 49’ F. Inzaghi |

| Arbitro: | Braschi (Prato) |

|                              |           |  |
| Paulo Sérgio 45’ Candela 87’ | Marcatori |  |

| Torino 22 novembre 1998, ore 14:30 CET 10ª giornata | Juventus                               | 0 – 0 referto | Empoli | Stadio delle Alpi\| Arbitro: \| Pellegrino (Barcellona Pozzo di Gotto) \| |
| Arbitro:                                            | Pellegrino (Barcellona Pozzo di Gotto) |               |        |                                                                           |

| Arbitro: | Cesari (Genova) |

|                                         |           |  |
| Paramatti 3’ Signori 9’ D. Fontolan 28’ | Marcatori |  |

| Arbitro: | Borriello (Mantova) |

|  |           |           |
|  | Marcatori | 82’ Salas |

| Arbitro: | Farina (Novi Ligure) |

|               |           |  |
| Batistuta 58’ | Marcatori |  |

| Arbitro: | Borriello (Mantova) |

|                          |           |  |
| F. Inzaghi 20’, 29’, 87’ | Marcatori |  |

| Arbitro: | Bettin (Padova) |

|                      |           |             |
| Albertini 27’ (rig.) | Marcatori | 85’ Fonseca |

| Arbitro: | Farina (Novi Ligure) |

|            |           |                      |
| Davids 47’ | Marcatori | 76’ (rig.) Andersson |

| Arbitro: | De Santis (Tivoli) |

|           |           |             |
| Pedone 6’ | Marcatori | 54’ Fonseca |

#### Girone di ritorno
| Arbitro: | Bolognino (Milano) |

|                        |           |              |
| Fonseca 49’ Zidane 55’ | Marcatori | 20’ Kaviedes |

| Arbitro: | Ceccarini (Livorno) |

|              |           |  |
| Berretta 17’ | Marcatori |  |

| Arbitro: | Boggi (Salerno) |

|                                |           |                                 |
| A. Tacchinardi 15’ Fonseca 72’ | Marcatori | 35’, 40’, 58’ Crespo 39’ Chiesa |

| Arbitro: | Messina (Bergamo) |

|  |           |                                          |
|  | Marcatori | 45+1’ (aut.) Manighetti 90+5’ Birindelli |

| Arbitro: | Ceccarini (Livorno) |

|                             |           |  |
| N. Amoruso 11’ A. Conte 29’ | Marcatori |  |

| Milano 27 febbraio 1999, ore 20:30 CET 23ª giornata | Inter              | 0 – 0 referto | Juventus | Stadio Giuseppe Meazza\| Arbitro: \| Tombolini (Ancona) \| |
| Arbitro:                                            | Tombolini (Ancona) |               |          |                                                            |

| Arbitro: | Farina (Novi Ligure) |

|            |           |                               |
| Ortega 64’ | Marcatori | 74’ N. Amoruso 90’ F. Inzaghi |

| Arbitro: | Pellegrino (Barcellona Pozzo di Gotto) |

|                            |           |          |
| Fonseca 29’ F. Inzaghi 76’ | Marcatori | 48’ Sosa |

| Arbitro: | Borriello (Mantova) |

|             |           |                |
| Iuliano 72’ | Marcatori | 52’ Delvecchio |

| Arbitro: | Bazzoli (Merano) |

|              |           |  |
| Bianconi 26’ | Marcatori |  |

| Arbitro: | Bolognino (Milano) |

|                             |           |                            |
| F. Inzaghi 17’ Di Livio 81’ | Marcatori | 34’ Kolyvanov 52’ Cappioli |

| Arbitro: | Bazzoli (Merano) |

|                |           |                                 |
| R. Mancini 56’ | Marcatori | 34’, 64’ Henry 45+3’ N. Amoruso |

| Arbitro: | Treossi (Forlì) |

|                             |           |                        |
| F. Inzaghi 24’ A. Conte 87’ | Marcatori | 85’ (aut.) Tacchinardi |

| Arbitro: | Borriello (Mantova) |

|             |           |  |
| Di Vaio 37’ | Marcatori |  |

| Arbitro: | Cesari (Genova) |

|  |           |               |
|  | Marcatori | 46’, 64’ Weah |

| Arbitro: | Boggi (Salerno) |

|  |           |              |
|  | Marcatori | 83’ A. Conte |

| Arbitro: | Borriello (Mantova) |

|                                       |           |                       |
| A. Conte 12’ F. Inzaghi 45’ Henry 85’ | Marcatori | 63’ Pedone 90’ Recoba |

#### Spareggio per il 6º posto
| Udine 28 maggio 1999, ore 20:45 CEST Andata | Udinese         | 0 – 0 referto | Juventus | Stadio Friuli (13 991 spett.)\| Arbitro: \| Cesari (Genova) \| |
| Arbitro:                                    | Cesari (Genova) |               |          |                                                                |

| Arbitro: | Braschi (Prato) |

|                       |           |           |
| F. Inzaghi 23’ (rig.) | Marcatori | 71’ Poggi |

### Coppa Italia

#### Turni eliminatori
| Arbitro: | Borriello (Mantova) |

|  |           |                          |
|  | Marcatori | 70’ Di Livio 83’ Fonseca |

| Arbitro: | Nucini (Bergamo) |

|                                    |           |  |
| Fonseca 37’, 60’ Zalayeta 72’, 80’ | Marcatori |  |

| Arbitro: | Cesari (Genova) |

|                |           |                  |
| N. Amoruso 11’ | Marcatori | 73’ (rig.) Luppi |

| Arbitro: | Rodomonti (Teramo) |

|                            |           |                                 |
| Tuta 87’ Luppi 107’ (rig.) | Marcatori | 88’ (rig.) Fonseca 109’ Ferrara |

#### Fase finale
| Arbitro: | Messina (Bergamo) |

|              |           |                                   |
| Perrotta 13’ | Marcatori | 75’ Boselli 90+5’ (rig.) Ingesson |

| Arbitro: | Racalbuto (Gallarate) |

|  |           |            |
|  | Marcatori | 78’ Davids |

### UEFA Champions League

#### Fase a gironi
| Arbitro: | Merk |

|                               |           |                                 |
| F. Inzaghi 17’ Birindelli 69’ | Marcatori | 44’ Hakan Şükür 63’ Ümit Davala |

| Arbitro: | Ancion |

|                        |           |                |
| Skammelsrud 69’ (rig.) | Marcatori | 26’ F. Inzaghi |

| Bilbao 21 ottobre 1998, ore 20:45 CEST 3ª giornata | Athletic Bilbao | 0 – 0 referto | Juventus | San Mamés Stadium\| Arbitro: \| Nielsen \| |
| Arbitro:                                           | Nielsen         |               |          |                                            |

| Arbitro: | Dallas |

|                       |           |              |
| Mikel Lasa 68’ (aut.) | Marcatori | 45’ Guerrero |

| Arbitro: | Veissière |

|                 |           |                |
| Suat Kaya 90+3’ | Marcatori | 78’ N. Amoruso |

| Arbitro: | Van der Ende |

|                               |           |  |
| F. Inzaghi 16’ N. Amoruso 36’ | Marcatori |  |

#### Fase a eliminazione diretta
| Arbitro: | García-Aranda |

|                       |           |                       |
| Inzaghi 37’ Conte 78’ | Marcatori | 90+6’ (rig.) Niniadīs |

| Arbitro: | Merk |

|           |           |           |
| Gogić 13’ | Marcatori | 85’ Conte |

| Arbitro: | Díaz Vega |

|             |           |           |
| Giggs 90+2’ | Marcatori | 25’ Conte |

| Arbitro: | Meier |

|                 |           |                              |
| Inzaghi 6’, 11’ | Marcatori | 24’ Keane 34’ Yorke 83’ Cole |

### Supercoppa italiana
| Arbitro: | Bettin (Padova) |

|                      |           |                            |
| Del Piero 87’ (rig.) | Marcatori | 37’ Nedvěd 90+4’ Conceição |

## Statistiche

### Statistiche di squadra
| Competizione              | Punti | In casa | In casa | In casa | In casa | In casa | In casa | In trasferta | In trasferta | In trasferta | In trasferta | In trasferta | In trasferta | Totale | Totale | Totale | Totale | Totale | Totale | DR  |
| Competizione              | Punti | G       | V       | N       | P       | Gf      | Gs      | G            | V            | N            | P            | Gf           | Gs           | G      | V      | N      | P      | Gf     | Gs     | DR  |
| ------------------------- | ----- | ------- | ------- | ------- | ------- | ------- | ------- | ------------ | ------------ | ------------ | ------------ | ------------ | ------------ | ------ | ------ | ------ | ------ | ------ | ------ | --- |
| Serie A                   | 54    | 17      | 10      | 4       | 3       | 25      | 16      | 17           | 5            | 5            | 7            | 17           | 20           | 34     | 15     | 9      | 10     | 42     | 36     | +6  |
| Spareggio per il 6º posto | -     |         |         | 1       |         |         | 1       | 1            | 1            |              | 1            |              | 0            | 0      |        | 2      |        | 1      | 1      | 0   |
| Coppa Italia              | -     | 3       | 1       | 1       | 1       | 6       | 3       | 3            | 1            | 1            | 1            | 4            | 2            | 6      | 2      | 2      | 2      | 10     | 5      | +5  |
| UEFA Champions League     | -     | 5       | 2       | 2       | 1       | 9       | 7       | 5            |              | 5            |              | 5            | 5            | 10     | 2      | 7      | 1      | 14     | 12     | +2  |
| Supercoppa italiana       | -     | 1       |         |         | 1       | 1       | 2       |              |              |              |              |              |              | 1      |        |        | 1      | 1      | 2      | -1  |
| Totale                    | -     | 26      | 13      | 8       | 6       | 42      | 29      | 26           | 6            | 12           | 8            | 26           | 27           | 53     | 19     | 18     | 14     | 68     | 56     | +56 |

### Statistiche dei giocatori
| Giocatore      | Serie A  | Serie A | Serie A     | Serie A    | Coppa Italia | Coppa Italia | Coppa Italia | Coppa Italia | UEFA Champions League | UEFA Champions League | UEFA Champions League | UEFA Champions League | Supercoppa italiana | Supercoppa italiana | Supercoppa italiana | Supercoppa italiana | Totale   | Totale | Totale      | Totale     |
| Giocatore      | Presenze | Reti    | Ammonizioni | Espulsioni | Presenze     | Reti         | Ammonizioni  | Espulsioni   | Presenze              | Reti                  | Ammonizioni           | Espulsioni            | Presenze            | Reti                | Ammonizioni         | Espulsioni          | Presenze | Reti   | Ammonizioni | Espulsioni |
| -------------- | -------- | ------- | ----------- | ---------- | ------------ | ------------ | ------------ | ------------ | --------------------- | --------------------- | --------------------- | --------------------- | ------------------- | ------------------- | ------------------- | ------------------- | -------- | ------ | ----------- | ---------- |
| A. Peruzzi     | 25       | -28     | 1           | 0          | 0            | 0            | 0            | 0            | 8                     | -6                    | 0                     | 0                     | 1                   | -2                  | 0                   | 0                   | 34       | -36    | 1           | 0          |
| C. Ferrara     | 18+1     | 3       | 0+1         | 0          | 2            | 1            | 1            | 0            | 3                     | 0                     | 0                     | 0                     | 0                   | 0                   | 0                   | 0                   | 24       | 4      | 2           | 0          |
| Z. Mirković    | 19+1     | 0       | 5+1         | 2          | 5            | 0            | 0            | 0            | 4                     | 1                     | 0                     | 0                     | 0                   | 0                   | 0                   | 0                   | 29       | 1      | 6           | 2          |
| P. Montero     | 22+1     | 0       | 7           | 3          | 2            | 0            | 1            | 0            | 9                     | 0                     | 0                     | 0                     | 0                   | 0                   | 0                   | 0                   | 34       | 0      | 8           | 3          |
| F. Pecchia     | 0        | 0       | 0           | 0          | 2            | 0            | 0            | 0            | 0                     | 0                     | 0                     | 0                     | 0                   | 0                   | 0                   | 0                   | 2        | 0      | 0           | 0          |
| D. Teixeira    | 1        | 0       | 0           | 0          | 2            | 0            | 0            | 0            | 0                     | 0                     | 0                     | 0                     | 1                   | 0                   | 0                   | 0                   | 4        | 0      | 0           | 0          |
| T. Henry       | 16+2     | 3       | 2           | 0          | 1            | 0            | 0            | 0            | 0                     | 0                     | 0                     | 0                     | 0                   | 0                   | 0                   | 0                   | 19       | 3      | 2           | 0          |
| A. Di Livio    | 33+2     | 1       | 3           | 0          | 4            | 1            | 0            | 0            | 8                     | 0                     | 0                     | 0                     | 1                   | 0                   | 0                   | 0                   | 48       | 2      | 3           | 0          |
| A. Conte       | 29+1     | 4       | 7+1         | 0          | 2            | 0            | 0            | 0            | 6                     | 3                     | 0                     | 0                     | 0                   | 0                   | 0                   | 0                   | 38       | 7      | 8           | 0          |
| F. Inzaghi     | 28+2     | 13+1    | 2           | 0          | 1            | 0            | 0            | 0            | 10                    | 6                     | 0                     | 0                     | 1                   | 0                   | 1                   | 1                   | 42       | 20     | 3           | 1          |
| A. Del Piero   | 8        | 2       | 0           | 0          | 1            | 0            | 0            | 0            | 4                     | 0                     | 0                     | 0                     | 1                   | 1                   | 0                   | 0                   | 14       | 3      | 0           | 0          |
| D. Fonseca     | 25       | 6       | 1           | 0          | 5            | 4            | 0            | 0            | 4                     | 0                     | 0                     | 0                     | 1                   | 0                   | 0                   | 0                   | 35       | 10     | 1           | 0          |
| M. Rampulla    | 7+2      | -6+-1   | 0           | 1          | 5            | -5           | 1            | 0            | 4                     | -5                    | 0                     | 0                     | 0                   | 0                   | 0                   | 0                   | 18       | -17    | 1           | 1          |
| M. Iuliano     | 20+1     | 1       | 4           | 1          | 4            | 0            | 0            | 0            | 8                     | 0                     | 0                     | 0                     | 1                   | 0                   | 0                   | 0                   | 34       | 1      | 4           | 1          |
| D. Deschamps   | 29       | 0       | 9           | 0          | 1            | 0            | 1            | 0            | 9                     | 0                     | 0                     | 0                     | 1                   | 0                   | 0                   | 0                   | 40       | 0      | 10          | 0          |
| A. Birindelli  | 24+1     | 1       | 2           | 1          | 2            | 0            | 1            | 0            | 8                     | 1                     | 0                     | 0                     | 1                   | 0                   | 0                   | 0                   | 36       | 2      | 3           | 1          |
| N. Amoruso     | 20       | 3       | 2           | 0          | 3            | 1            | 0            | 0            | 5                     | 2                     | 0                     | 0                     | 0                   | 0                   | 0                   | 0                   | 28       | 6      | 2           | 0          |
| G. Pessotto    | 19+2     | 1       | 1           | 0          | 5            | 0            | 0            | 0            | 8                     | 0                     | 0                     | 0                     | 1                   | 0                   | 0                   | 0                   | 35       | 1      | 1           | 0          |
| J. Blanchard   | 12       | 0       | 0           | 0          | 6            | 0            | 0            | 0            | 3                     | 0                     | 0                     | 0                     | 0                   | 0                   | 0                   | 0                   | 21       | 0      | 0           | 0          |
| I. Tudor       | 23+2     | 1       | 7           | 0          | 4            | 0            | 1            | 0            | 6                     | 0                     | 0                     | 0                     | 1                   | 0                   | 0                   | 0                   | 36       | 1      | 8           | 0          |
| A. Tacchinardi | 23+2     | 1       | 3+1         | 1          | 4            | 0            | 1            | 0            | 8                     | 0                     | 0                     | 0                     | 1                   | 0                   | 1                   | 0                   | 38       | 1      | 6           | 1          |
| Z. Zidane      | 25       | 2       | 3           | 1          | 4            | 0            | 0            | 0            | 10                    | 0                     | 0                     | 0                     | 1                   | 0                   | 0                   | 0                   | 40       | 2      | 3           | 1          |
| M. De Sanctis  | 3        | -2      | 0           | 0          | 1            | -0           | 0            | 0            | 0                     | 0                     | 0                     | 0                     | 0                   | 0                   | 0                   | 0                   | 4        | -2     | 0           | 0          |
| S. Perrotta    | 5+2      | 0       | 0           | 0          | 6            | 1            | 0            | 0            | 1                     | 0                     | 0                     | 0                     | 0                   | 0                   | 0                   | 0                   | 14       | 1      | 0           | 0          |
| M. Zalayeta    | 1        | 0       | 0           | 0          | 1            | 2            | 0            | 0            | 1                     | 0                     | 0                     | 0                     | 0                   | 0                   | 0                   | 0                   | 3        | 2      | 0           | 0          |
| M. Paci        | 0        | 0       | 0           | 0          | 0            | 0            | 0            | 0            | 0                     | 0                     | 0                     | 0                     | 0                   | 0                   | 0                   | 0                   | 0        | 0      | 0           | 0          |
| E. Davids      | 27+2     | 2       | 10          | 1          | 4            | 1            | 1            | 1            | 9                     | 0                     | 0                     | 0                     | 1                   | 0                   | 0                   | 0                   | 43       | 3      | 11          | 2          |
| M. Marchio     | 0        | 0       | 0           | 0          | 1            | 0            | 0            | 0            | 0                     | 0                     | 0                     | 0                     | 0                   | 0                   | 0                   | 0                   | 1        | 0      | 0           | 0          |
| M. Rigoni      | 1        | 0       | 0           | 0          | 5            | 0            | 1            | 0            | 0                     | 0                     | 0                     | 0                     | 0                   | 0                   | 0                   | 0                   | 6        | 0      | 1           | 0          |
| J. Esnáider    | 10       | 0       | 1           | 0          | 1            | 0            | 0            | 0            | 1                     | 0                     | 0                     | 0                     | 0                   | 0                   | 0                   | 0                   | 12       | 0      | 1           | 0          |

## Giovanili

### Organigramma
Area tecnica
Settore giovanile
- Primavera
  - Allenatore: Gian Piero Gasperini

### Piazzamenti
- Primavera:
  - Campionato: quarti di finale[62]
  - Coppa Italia: ottavi di finale[63]
  - Torneo Internazionale Carlin's Boys: vincitore[64]
  - Torneo di Viareggio: fase a gironi[65]
  - Trofeo Dossena: terzo posto[66]